# Claudio Coello
Claudio Coello – hiszpański malarz barokowy o portugalskich korzeniach. Pracował na dworze Karola II jako malarz królewski.
Jego dzieła zdradzają wpływ różnych artystów, m.in. Diego Velázqueza. Rysunku uczył się w pracowni Francisca Rizi. Jego prace można oglądać w Muzeum Prado i Muzeum Goi w Castres.

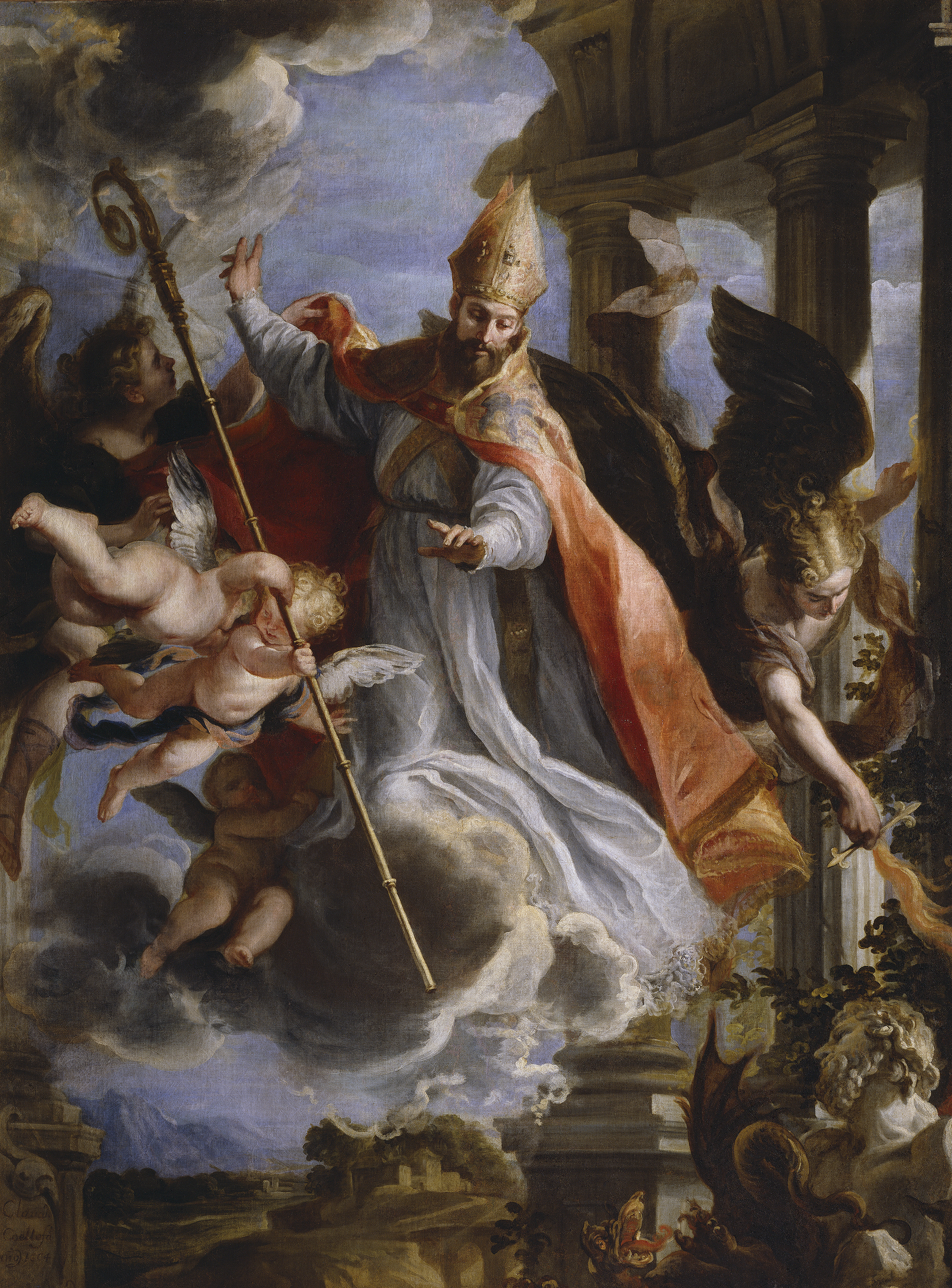
El triunfo de san Agustín, 1664